# Армянское царство
Армя́нское ца́рство (или Ани́йское ца́рство, Баграти́дская Арме́ния, Армя́нское ца́рство Баграти́дов, Ширакское царство) — армянское феодальное государство, существовавшее с 885 по 1045 год.
Царство было основано Ашотом I из династии Багратидов после почти восьмидесятилетней внутренней автономии страны под управлением рода Багратуни, приобретённой после арабского завоевания Армении. В период своего расцвета государство Армянское царство, управляемое великой династией Багратидов как в культурном и экономическом, так и военном  отношении было сопоставимо с ведущими державами своего времени.  Багратидам удалось вернуть к жизни политический термин «Великая Армения», который стал официальным названием государства.
Восстановление армянского государства в целом ознаменовало начало нового «золотого века» в армянской истории. Армянское царство достигло своего наивысшего расцвета на рубеже X—XI веков в период правления Гагика I. К XI веку совместные вторжения турок-сельджуков и завоевания Византии на западе уничтожили остатки Багратидов и Армянского царства, распавшегося на меньшие царства и княжества.

## Предыстория

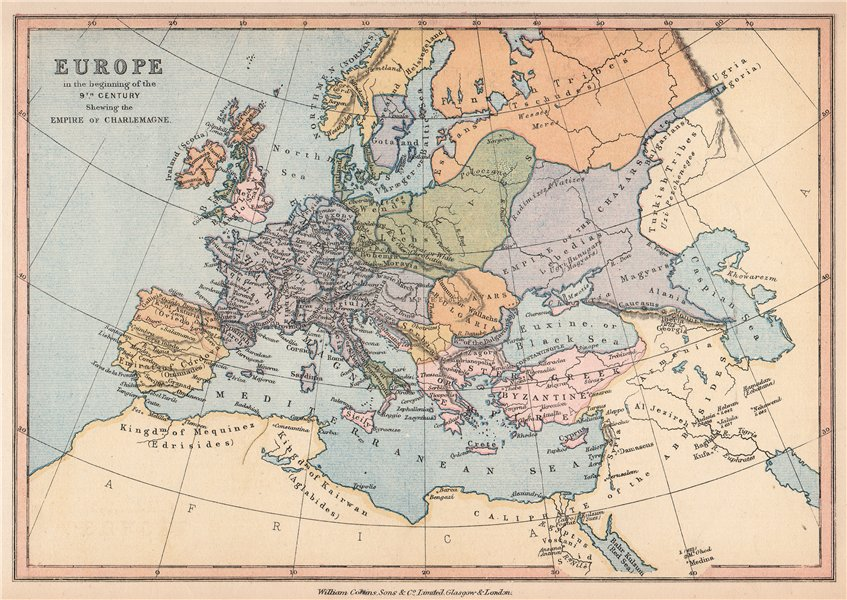
Армения в начале IX века, карта 1878 года

Армянский народ утратил свою самостоятельную государственность в 387 году, когда Великая Армения подверглась разделу между Римской империей и Сасанидской Персией. Меньшая, западная часть страны отошла к Риму, основная же часть отошла к Персии. В персидской части страны армянские цари из династии Аршакидов продолжили править до 428 года. Пережив тяжёлый период религиозного гнёта зороастрийского Ирана, к середине VII столетия Армения попала под власть арабов. В течение VIII—IX веков армяне многократно восставали против арабского ига, пока к началу IX столетия не сложились реальные предпосылки для восстановления армянского царства.
С начала IX века в Аббасидском халифате начались процессы, которые позднее привели к его распаду. Ослабление халифата заставило перейти к более гибкой политике в отношении Армении. Так, ещё в 804 году халиф назначил правителем Армении армянского князя Ашота Мсакера (Мясоеда). В свою очередь, его сын Багарат Багратуни получил от халифа титул батрик ал батарика, став «князем князей» всего Армянского эмирата. Последней попыткой халифата подавить всё возраставшее неповиновение армян стала карательная экспедиция арабского военачальника Буга в 851—852 годах, которая, однако, не привела к укреплению власти арабов. Ибн аль-Асир пишет об этих событиях:
В этом, 237 [851/2], году восстали жители Арминии против своего правителя Юсуфа ибн-Мухаммеда и убили его. Поводом к этому послужило то, что когда Юсуф ступил в Арминию, к нему навстречу выступил какой-то батрик по имени Бократ, сын Ашота, носивший титул “батрик батриков”, и просил об амане, но Юсуф схватил его вместе с его сыном — Ни'мой и отправил их ко дворцу халифа. Тогда батрики Арминии собрались вместе с племянниками Бократа, сына Ашота, и поклялись убить Юсуфа. С ним заодно был и Муса ибн-Зурара, зять Бократа, женатый на его дочери. Весть об этом дошла до Юсуфа. Его друзья отсоветовали ему оставаться на том месте, но он не внял их совету. Как только наступила зима и выпал снег, они, жители Арминии, выждав пока снег не затвердел, явились к нему в город Тарун и осадили его. Юсуф выступил из города и сразился с ними, но был ими убит со всеми, кто воевал на его стороне.
Ситуация привела халифат к пониманию того, что необходимо считаться с армянской знатью и особенно с Багратидами. Уже во второй половине IX столетия в процессе борьбы против арабского владычества наметились тенденции к объединению Армении в единое государство. Так, в 862 году княжеский род Багратидов объединил большую часть армянских земель и сверг власть халифата, а последний, в лице халифа Аль-Мустаина, признал Ашота Багратуни князем князей (батрик ал батарика) всей Армении, включая арабские эмираты. Арабский наместник в Армении, этнический армянин Али ибн Яхья аль-Армани, лично запросил у халифа этот высокий титул для Ашота. В ведение Ашота I вошёл в том числе и сбор налогов. Если в конце VIII века Армения платила дань в размере 13 млн дирхемов, то к середине IX века уже 4 млн, благодаря чему большая часть собранных средств оставалась в стране, способствуя её экономическому развитию. Византия, в свою очередь, пытаясь привлечь Армению на свою сторону, через патриарха Фотия подняла догматический вопрос, предлагая армянам принять халкидонизм. Созванный около 862 года Ширакаванский собор, возглавляемый католикосом Закарией I Дзагеци, отклонил предложение, однако Ашот намекнул на политический союз. По выражению средневекового историка, «Ашоту недоставало только короны, о чём сильно думали армянские князья». Уже в 875 году армянская знать выдвинула Ашота в качестве претендента на армянский трон.
Установление в VII веке арабского господства не привело к каким-либо серьезным изменениям в этническом составе страны. В эпоху арабской гегемонии, как отмечает «Энциклопедия ислама», коренное армянское население составляло основную часть населения Армении.

## Исторический очерк

### Конец IX — первая половина X века
В 885 году Арабский халифат в лице халифа Аль-Мутамида и Византийская империя в лице императора Василия I признали независимость Армении и послали Ашоту Багратуни по короне. Этот акт стал юридическим подтверждением существовавшей ещё с 860-х годов фактической независимости Армении. Ашот I был торжественно коронован в столице Багаран католикосом Геворгом II Гарнеци. Примерно через 450 лет после падения Великой Армении армянское государство было восстановлено: «третье возобновление царства армянского через Ашота Багратуни», — так называет событие историк эпохи Багратидов Степанос Таронеци. Мхитар Айриванеци также пишет: «885. А. 334. В Армении воцарился Ашот Багратуни спустя 434 года по прекращении династии Аршакидов», Товма Мецопеци, в свою очередь, упоминает: «После рода Аршакуни они стали царями [жителей] Ани и остальных армян».
Ядром государства стал гавар Ширак, расположенный в бассейне реки Ахурян. Ашоту Великому удалось объединить под своей властью не только Армению, но и восточную Грузию с Албанией. Он добился консолидации страны, при нём границы Армении простирались на юге до областей вокруг озера Ван, на востоке вплоть до реки Кура, а на севере Ашот I воссоединил Гугарк до города Тифлис. Таким образом, установившаяся новая монархия в центральной Армении включала всю нижнюю Армению и большую часть закавказской Армении. Желание воссоединить все исконно армянские области в единое государство стало причиной реставрации Багратидами названия древнеармянского государства — «Великая Армения». Накануне восстановления независимости наряду с родовыми имениями Багратидов самыми крупными княжескими владениями Армении являлись также Васпуракан и Сюник, где правили соответственно местные династии Арцруни и Сюни.

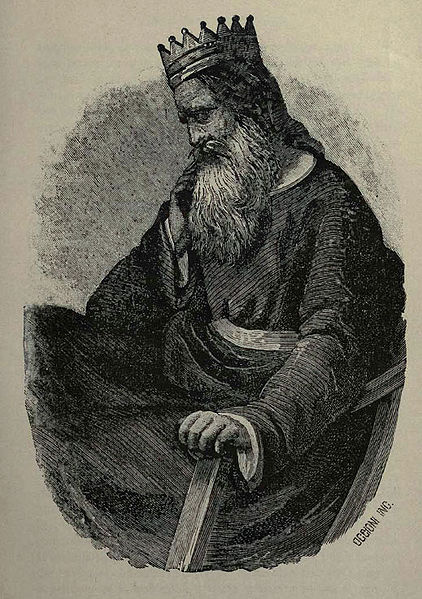
Шахиншах (Царь царей) Ашот II Железный

Как Византия, так и халифат стремились наладить с Арменией дружеские отношения и видеть в её лице своего союзника. Помимо признания независимости Армении халифат признал также политическое верховенство Ашота I над всеми правителями Закавказья, как христианскими, так и мусульманскими. С конца IX — начала X века Византийская империя также признала политическую гегемонию Армении в Закавказье — по крайней мере в отношении христианских государств. Армянские цари Ашот I, Смбат I и Ашот II обладали титулом «архонт архонтов», наделявшим их высшей властью по отношению к остальным правителям Закавказья византийской ориентации. Император Византии Константин Багрянородный, говоря о первом багратидском царе Армении Ашоте I, сообщил, что тот «владел всеми странами востока». Халифат, в свою очередь, присудил армянским царям титул шахиншаха — «царя царей», что также давало царям Армении юридическое главенство над другими владетелями Армении и Закавказья.
В 890 году Ашота I сменил его сын Смбат I, царская власть которого также была признана халифатом. Смбат I, как и его предшественник, проводил политику сильной централизованной власти, при нём границы армянской монархии ещё больше расширились. В середине 890-х годов он нанёс поражение Мухаммеду ибн Абу Саджу из династии Саджидов, вернув Двин и Нахичевань. Через несколько лет, однако, Двин снова был захвачен Саджидами, где они создали небольшой эмират, ставший впоследствии важным военным форпостом в борьбе с армянским царём. В течение более двух десятилетий именно Саджиды стали самым главным врагом Армении. В то же время первые армянские цари Багратиды обладали абсолютной властью на всей территории Армении. Так, например, известно, что в 904 году Смбат I отделил область Нахичевани от Васпуракана и передал в состав Сюникской области. При нём столица Армении была перенесена из Багарана в Ширакаван. Несмотря на признание Армянского царства, арабы продолжали требовать с Армении дань, считая Армению своим вассалом. Обеспокоившись усилением армянского государства, халиф, опираясь на своего наместника саджидского эмира Юсуфа, начал планомерную борьбу за подчинение Армении. Воспользовавшись противоречиями между родами Багратуни и Арцруни, в 908 году васпураканский князь Гагик Арцруни от имени халифа был объявлен «царём Армении» в противовес Смбату I. Через год армия Юсуфа вместе с армянскими войсками Васпуракана предприняла военные действия против Смбата I. Потерпев поражение в битве при Дзкнавачаре, в области Ниг, последний попал в плен в руки Юсуфа. Отказавшись дать приказ сдаться защитникам крепости Ернджак, в 914 году Смбат был казнён, после чего его тело было распято на кресте в Двине.  Очевидно, после смерти Смбата I эмират Кайсиков становится данником Византии.

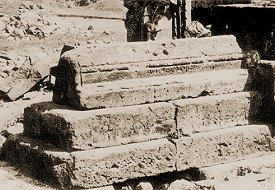
Могила царя Ашота III Милостивого в Оромосе

Армения была освобождена, и её самостоятельность была восстановлена при преемнике Смбата I Ашоте II Железном. В течение 918—920 годов между патриархом Константинопольским Николаем I и армянским католикосом Иоаном Драсханакертци шли переговоры с целью создания закавказского союза против мусульман. Кульминацией дипломатических усилий стала поездка Ашота II в Константинополь в 921 году, итогом которой стало получение от империи военной помощи. Арабы, стремящиеся уничтожить Армянское царство, незадолго до этого в противовес Ашоту II, на этот раз, объявили «царём Армении» его племянника Ашота Шапухяна. Вернувшись на родину, Ашот II продолжил борьбу и освободил большую часть страны, поочерёдно вернув Багреванд, Ширак, Гугарк, Агстевскую долину и всю северную Армению. Решающим становится Севанская битва в 921 году. Одержав победу над арабами, Ашот II в 922 году получил от халифа Аль-Муктадира титул шахиншаха — царя царей — и был признан царём Армении. Его политическая гегемония была признана на всём Кавказе. Ашот был также успешен в подавлении центробежных устремлений мелких феодалов на окраинах страны. Так, были подчинены Саак Севада в Гардмане, Цлик Амрам в Тавуше, князья Самшвилде на крайнем севере Гугарака. Ашот Шапухян в качества компенсации получил Вагаршапат и окрестности и был устранён с политической арены, а Гагик Арцруни удовлетворился титулом царя Васпуракана.
Армения достигла апогея своего политического и культурного развития при преемниках Ашота II. Его брат Абас I, воцарившийся в 928/929 году, перенёс столицу из Ширакавана в Карс. Ему досталась страна, изнурённая долгими войнами. Эпоху царя Абаса принято считать временем мира и стабильности, по выражению Степаноса Таронеци, «Абас водворил мир и благоустройство в земле армянской». Он также вёл неуклонную борьбу за централизацию светской власти, стремился интересы церкви подчинить этому делу.

### Вторая половина X — начало XI века
Со второй половины X века захватническая политика Византии и её дальнейшая экспансия на восток создали угрозу для безопасности Армянского царства. Ещё в 949 году империя заняла Карин. Захватом Карина постепенно начинается дальнейшая аннексия армянских земель: в 966 году к Византийской империи было присоединено армянское княжество Багратидов в Тароне, а через несколько лет Маназкерт эмирата Кайсиков, являвшихся на тот момент уже данниками империи. В X столетии, однако, территориальное расширение Византии этим и ограничилось.

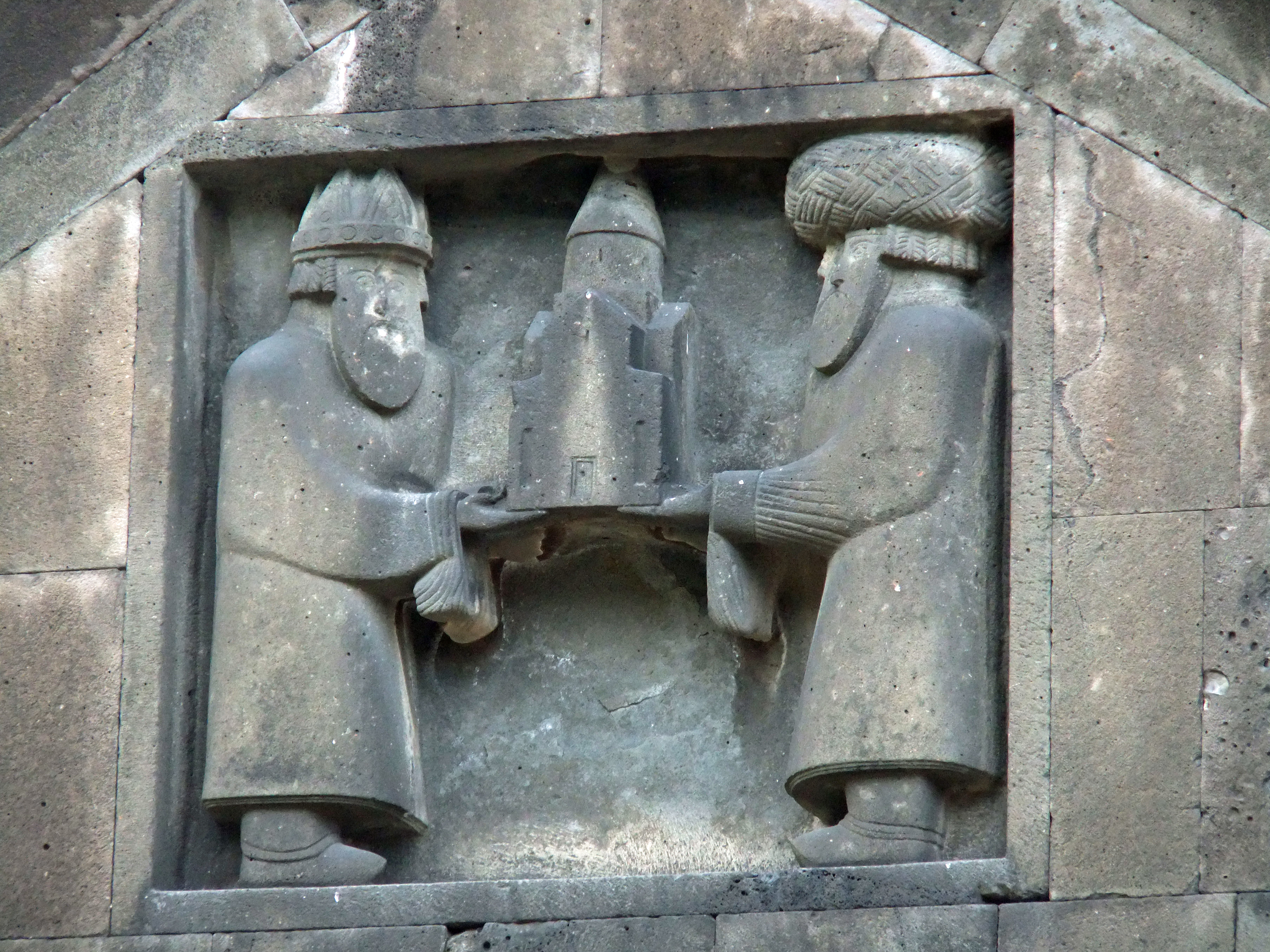
Смбат II (справа) и его младший брат Гурген I на ктиторской скульптуре Ахпата, 976—991 годы

В 952 году царём Армении стал Ашот III Милостивый с титулом шахиншаха. Последний, подобно своим предшественникам, проводил политику централизации власти, создал сильную регулярную армию. Армянский царь царей командовал армией из 80 тыс. воинов. Он был успешен в войнах против кавказских горцев и эмирата Хамданидов, хотя его попытка освобождения Двина осталась безуспешной. По крайней мере в первый период своего правления Ашот III возглавлял объединённое царство и владел полной властью над всеми крупными князьями страны. Тем не менее с середины X века Армянское царство как централизованное государство начало давать трещины, чем характеризовался следующий этап его исторического развития. В годы правления Ашота III в 961 году столица была перенесена из Карса в Ани. Правителем Карса был назначен брат царя Мушег Багратуни, который в 963 году провозгласил Вананд царством. Ашот III уступил Карс вместе со всей областью своему брату.  В 974 году император Византии Иоанн I Цимисхий подошёл к границам армянской монархии. Все армянские правители Васпуракана, Сюника, Ташир Дзорагета сплотились вокруг царя царей и объединённая восьмидесятитысячная армия расположилась в Харке близ армяно-византийской границы. Византийский император отказался от дальнейших военных действий и заключил с армянским царём союз.

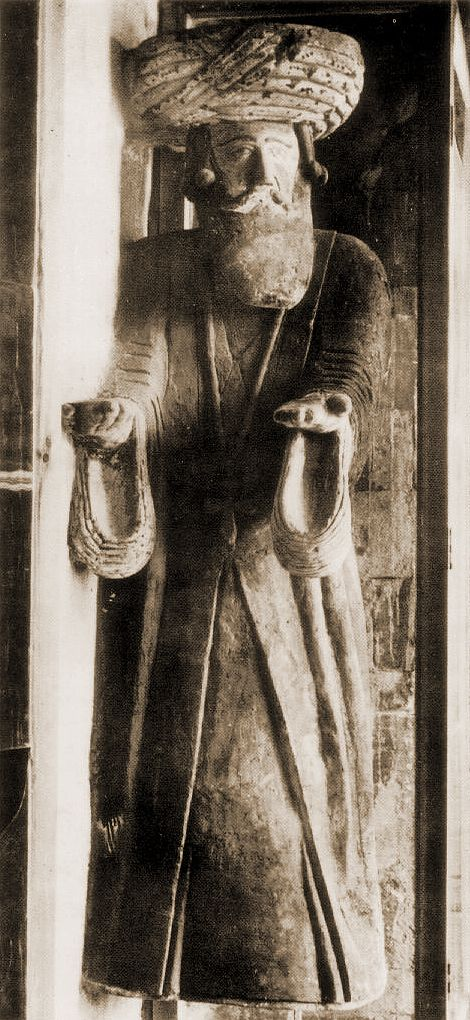
Двухметровая статуя Гагика I. На руках статуи находился макет церкви. 1001—1010 годы

Вскоре царство потрясли другие смуты. В 977 году скончался Ашот III, сразу после чего возник острый конфликт между его братом Мушегом и сыном Смбатом II из-за армянского трона. Конфликт в конечном итоге закончился победой Смбата и заключением мира между обеими сторонами. В то же самое время в 978 году его младший брат Гурген получил Ташир и близлежащие области, где было образовано Ташир-Дзорагетское царство с сохранением вассальной зависимости от Ани. После похода Раввадида Абу-л-Хайджа на Двин и захвата города у Абу Дулафа ал-Шайбани в 987 году Смбат II был вынужден платить ему дань. Тогда же, в период временного ослабления Армянского царства, сюзерен Сюника Смбат объявил свою область отдельным царством, однако уже через год снова признал верховную власть Смбата II. В целом Смбату II удаётся стабилизировать обстановку в стране.
В 989 году власть перешла к Гагику I с титулом шахиншаха — царя царей (титулировался также «царь армян и грузин»). Эпоха его правления считается периодом наивысшего расцвета Армянского царства Багратидов. Ему удаётся успешно проводить политику объединения армянских земель и централизации власти. В 1001 году он подавил восстание своего племянника, царя Ташир-Дзорагета Давида I Безземельного, «вследствие которого Давид должен был жить в покорности в отношении к Гагику как сын к отцу», — пишет историк начала XI века Степанос Таронеци. Помимо этого, были аннексированы области вассальных княжеств и царств — Сюника, Васпуракана, Парисоса, Хачена. Гагику удаётся наконец на некоторое время вернуть Двин. Страна была быстро восстановлена, складывались предпосылки для её не менее успешного будущего. В октябре 998 года армяно-грузинская коалиция нанесла сокрушительное поражение войскам Мамлана I из династии Раввадидов, чем был положен конец их продвижению в Армению. В 1001 году, после смерти Давида Куропалата, Византия, согласно завещанию последнего, осуществила аннексию Тао-Кларджетского княжества. Таким образом, после ликвидации владений Давида Византия становится непосредственным соседом Армянского царства, что, естественно, ещё больше приблизило византийскую угрозу. В том же году Гагик I аннексировал у Васпуракана области Цахкотн и Коговит.
После смерти Гагика I в 1020 году армянское государство начало постепенно клониться к упадку. Царствование законного наследника армянского трона Ованеса-Смбата не было признано его братом Ашотом IV. В стремлении завладеть троном Ашот восстал против брата. Получив дополнительные войска от царя Васпуракана Сенекерима, Ашот осадил столицу Армении — Ани. Проиграв войну, Ованес-Смбат был вынужден пойти на уступки. В 1022 году, при посредничестве царя Грузии Георгия I, был подписан мирный договор, согласно которому Ованес-Смбат должен был править в Ани и близлежащих областях, а Ашот — на приграничных с Персией и Грузией территориях:
Тогда святой патриарх Анания и князья города пришли к Ашоту  и приняли такое мирное решение: чтобы Ашот царствовал в провинциях, а Ованес — в Ани с условием, если Ованеса постигнет смерть раньше, Ашот станет царём всей Армении. На эти условия Ашот дал своё согласие. После чего по приказу Ованеса и Ашота Абас стал правителем царского владения Карса , а Геворк — страны Агвании, ибо они были из царского рода и были подчинены двум царям — Ованесу и Ашоту. Ашот ни разу не посетил города Ани в течение последующих лет.

### Ослабление и распад

Царский домен Багратидов и их ветвей в Карсе и Ташир-Дзорагете на северо-востоке Армении в 961—1064 годах

Большой политической ошибкой Ованеса-Смбата стала его поддержка царя Грузии Георгия I в его войне с Византией. Потерпев поражение, Ованес-Смбат был вынужден в 1022 году согласиться после своей смерти передать Анийское царство Византии. Переговоры об этом были проведены в январе того же года в Трапезунде между католикосом Петросом I Гетадарцем и императором Василием II, где между ними был заключён договор, известный как Трапезундское соглашение. Историк XI века Аристакес Ластивертци называет его «грамотой о гибели Армении». Соглашение вызвало в Ани бурное недовольство, и Гетадарц был вынужден дважды покинуть город, обосновавшись сначала в Севастии, затем в Васпуракане. К 1025 году большая часть центральной и западной Армении уже находилась под властью Византии, царский домен ограничивался в основном Шираком. В 1041 году, когда умер Ованес-Смбат, византийский император Михаил IV потребовал исполнения этого завещания. В тяжёлое для государства время армянская политическая элита разделилась на две группировки: католикос Петрос I Гетадарц и князь Саркис Хайказн заняли провизантийскую позицию, тогда как другая часть дворянства сплотилась вокруг князя Ваграма Пахлавуни и войска, провозгласив в том же году племянника Ашота IV, семнадцатилетнего Гагика II царём. Приняв власть, последний отказался выполнить условия Трапезундского соглашения. С помощью спарапета Ваграма Пахлавуни и Григора Магистроса Гагику II удалось разбить византийские войска у стен армянской столицы. В то же время византийцы поощряли Шеддадида Абу-л-Асвара, правителя Двина, предпринять военные действия против Гагика II с юго-востока, чем надеялись заставить его пойти на компромисс. Последнему, со сообщению Иоанна Скилицы, было дано обещание, что он станет «бесспорным собственником всех принадлежащих Какикию крепостей и селений, которые удастся захватить по закону войны». Ситуация ещё более усугублялась действиями Давида I Безземельного, который предпринял атаки на Ани с севера, безуспешно пытаясь занять единый трон Армянского царства в 1041 году. Не сумев достигнуть результата военным путём, император Константин IX Мономах пригласил Гагика II в Константинополь якобы для проведения мирных переговоров. Под уговорами Саркиса Хайказна и католикоса Петроса I Гетнадарца он соглашается на поездку. В Константинополе армянскому царю было предложено капитулировать и передать царство Византии. В то же время католикос и Саркис Хайказн отправляют из Армении ключи от армянской столицы. В 1045 году во время очередной осады под командованием паракимомена Николая город Ани пал. Империя заняла также ранее захваченные Абу-л-Асваром селения и крепости, не выполнив данные последнему обещания. Анийское царство, при содействии части армянских феодалов во главе с католикосом, прекратило своё существование. Есть также данные, что своими действиями Саркис Хайказн имел надежды завладеть армянским троном. Аристакес Ластивертци, современник событий, описывал в своем «Повествование о бедствиях армянского народа»:
А через три года пришел конец стране нашей Армянской, ибо в один год распрощались с этим миром оба родные брата, Ашот и Йовханнэс, которые были царями в нашей стране. Тогда заколебался их престол и более не обрел покоя. Ишханы покинули свои наследственные вотчины и отправились на чужбину. Гавары были разорены и стали добычей греческой державы. Населенные аваны стали обиталищем скота, а поля превратились в пастбища. В прекрасных домах с высокими крышами поселились лешие. [И нашу страну можно оплакать], подобно тому как святые пророки оплакивают Израиль, превратившийся в пустыню...

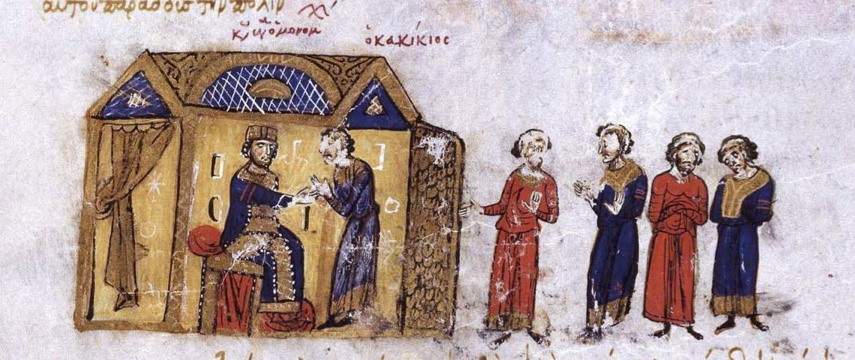
Гагик II в сопровождении армянских вельмож при дворе Константинa IX. Иллюстрация рукописи «Истории» Скилицы

В 1045 году Армения вместе с Тайком образовала фему «Армения и Иверия» с центром в городе Ани. В качестве компенсации Гагику II были дарованы земли в Каппадокии в фемах Харсиан и Ликанд, где, через некоторое время, тот был убит. Несмотря на присоединение Армении к империи, позиции византийцев здесь оставались крайне непрочными.
Своей политикой Багратиды в основном сами способствовали распаду централизованного государства Армении. Не сохранив единство государства, они разделили его между несколькими ветвями рода, когда были образованы Карсское и Ташир-Дзорагетское царства. Существует мнение, однако, что назначение правителями отдельных областей людей из рода Багратидов имело цель сохранить территориальную целостность царства, но уже через одно поколение члены царской семьи, из-за отдалённости отдельных областей от центра, объявляли себя независимыми. Естественно, этот сепаратизм всячески поощрялся Византией и Халифатом. Феодальные и церковные распри ещё больше ослабили государство. В разное время царский титул приняли князья Васпуракана и Сюника из родов Арцруни и Сюни. С XI века захватническую политику в отношении Армении начала вести Византия. Последняя, вместо поддержки буферного государства Армении, предпочла увеличить свои территории за её счёт. Ситуацию ещё более усугубили начавшиеся с 1016 года нашествия кочевников огузов. Во время похода Василия II в 1021 году царь Васпуракана Сенекерим был вынужден отдать свои владения Византии.
Тем не менее в период своего правления Багратидам удалось сохранить независимость Армении как от халифата, так и от Византии.
|                              |  |                     |  | |  |
| Крепость Амберд в Арагацотне |  | Городские стены Ани |  | Руины Кафедрального собора Святой Девы Марии в Ани (годы строительства 989—1001, архитектор — Трдат) |  |

### Последствия распада армянского царства
«Армянский народ сам своими перстами ослепил себя, ибо необузданностью и непокорностью своей погубил он царство своё, его стали попирать ногами, он стал рабом и пленником иных племен и царей; а когда его настигала какая-нибудь беда, когда, оказавшись в безвыходном положении, не видел помощи ниоткуда, он становился беженцем и разбегался в разные стороны».
Аннексия Византией Армянского царства, а также начавшиеся усиленные нашествия огуз-сельджукских племён привели к началу многовекового процесса вынужденной эмиграции армян со своей исторической родины. Только из Васпуракана в Каппадокию переселилось 400 тысяч человек. Армяне эмигрировали также в Грузию и особенно в Киликию. Остатки армянского национально-государственного устройства сохранились только в Сюнике (Зангезуре), Ташире и Нагорном Карабахе. Уже в 1080 году в Киликии армяне образовали независимое княжество, которое в 1198 году при Левоне II преобразовалось в королевство (См. статью Киликийское армянское государство). Мхитар Айриванеци пишет в XIII веке:
В это время Рубенианы стали господствовать в Киликии. Бог сам оказал правосудие нам притесненным: Греки прекратили царство наше; но Бог дал землю их армянам, которые в ней теперь царствуют.
На территории собственно исторической Армении государственность восстановить не удалось. Одной из причин этого, как отмечают российские специалисты, стало расселение особенно многочисленного количества тюрок-кочевников и изгнание коренного армянского населения с его земель. В течение этого процесса была также уничтожена значительная часть крупных и средних армянских феодалов, а их владения переходили к тюркским и курдским ханам. Аннексия Армянского царства также способствовала более беспрепятственному продвижению сельджуков в сторону Малой Азии и дальнейшему захвату Византийской империи. Матфей Эдесский, историк XII века, пишет:
В год 498 армянской эры [1049-1050] в правление императора Мономаха, который вероломно отнял Армянское царство у династии Багратуни с помощью ложной клятвы, а также в патриаршество его светлости Петра, армянского католикоса, по приказу султана Тургула из Персии пришло бедствие — знак Божьего гнева. Два зорапета, которых звали Ибрагим и Кутульмиш, покинули его двор с многочисленными силами и во главе огромного войска двинулись на Армению, ибо они знали, что, находясь в руках римлян, вся страна была заброшена и находилась без защиты. Ибо римляне отослали и удалили с Востока храбрых и сильных мужей, а на их место в Армении и на Востоке пытались поставить зорапетов-евнухов.
Захват Армянского царства стало одним из важнейших этапов в развитии восточной политики Византийской империи в IX—XI веках.

## Религия

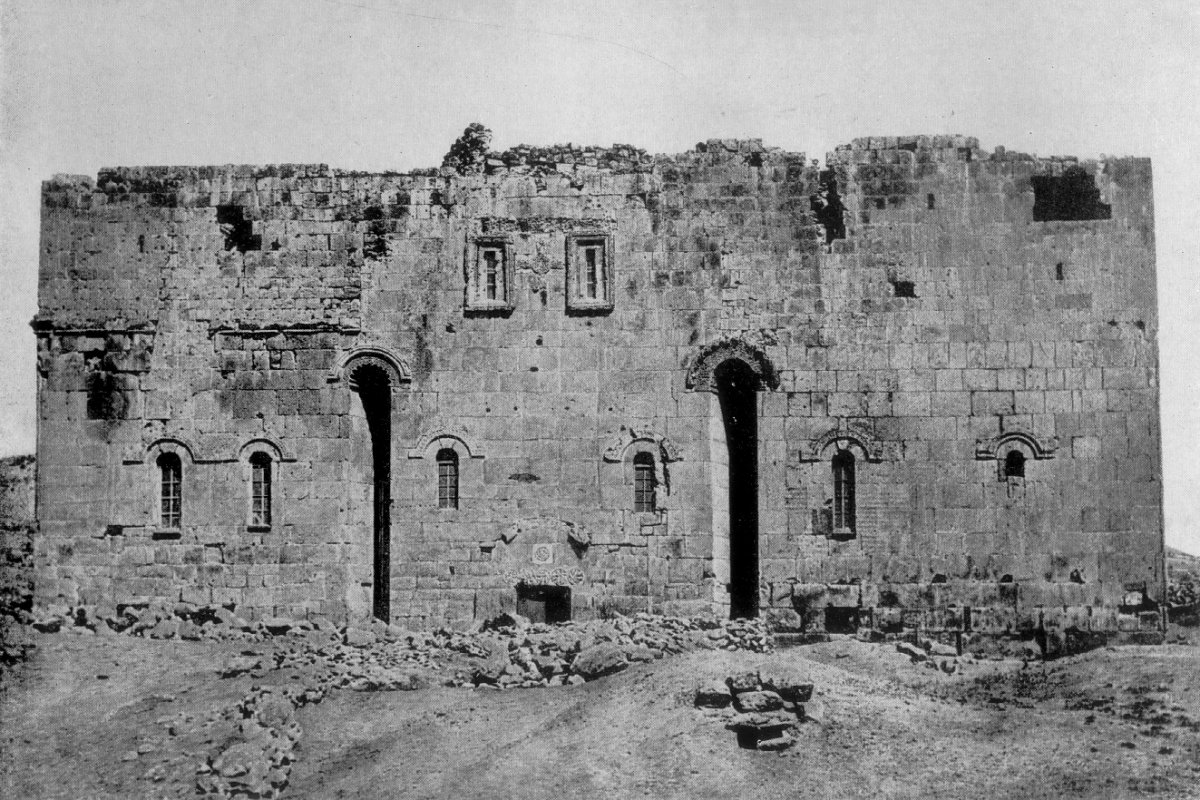
Собор Ширакавана, построенный Смбатом I в конце IX века. Рядом с церковью находилась царская резиденция.

Ко времени Армянского царства Багратидов армяне уже давно исповедовали христианство, а их главным церковным институтом была и является Армянская апостольская церковь. До 931 года резиденция армянского католикоса находилась в Двине, затем в монастыре на острове Ахтамар, далее в местечке Аргина области Ширак, а с 992 года в столице Ани. Тем не менее существовали и армяне-халкидонцы, приверженцы официальной религии Византийской империи. Армяне-халкидонцы, однако, проживали в основном в Тао-Кларджетском княжестве, не входившем во владения армянских царей. Византийская империя неоднократно поднимала вопросы догматики в отношениях с Арменией, однако так никогда и не достигла каких-либо результатов. В середине X века новым вызовом для армянского государства и церкви стало движение тондракийцев. Движение носило антифеодальный характер. Считается, что под религиозной оболочкой скрывался протест народных масс против социального неравенства. Вероятно, исходя из этого, Ашот III значительно расширил церковные земли и вёл активную церковно-строительную деятельность. Однако до конца подавить тондракийское движение так и не удалось. Они продолжали существовать до середины XI века с центром в местечке Тондрак. Религиозные (догматические) споры были обычным явлением для средневекового феодального общества. В середине X века попытки митрополита Сюника и католикоса Агванка вывести свои епархии из-под юрисдикции Армянской церкви и перейти в лоно Византийской были успешно пересечены католикосом Ананией Мокаци, чем удалось сохранить конфессиональное и церковное единство страны. В своей борьбе в защиту миафизитской догматики Мокаци даже обратился к царю Абасу с требованием запретить браки с халкидонитами.
Для укрепления власти халифата в период завоевания Армении в некоторые части страны были поселены арабские племена, самым значительным из которых было племя кайсиков. Таким образом, в Армении были также мусульманские островки. Ибн-Хаукаль, мусульманский автор X века, сообщает о Двине: «Вокруг города стена; христиан в нём много, и соборная мечеть города рядом с храмом, как мечеть Химса, смежная с церковью и находящаяся рядом с ней. … Большая часть Армении населена христианами».

## Культура

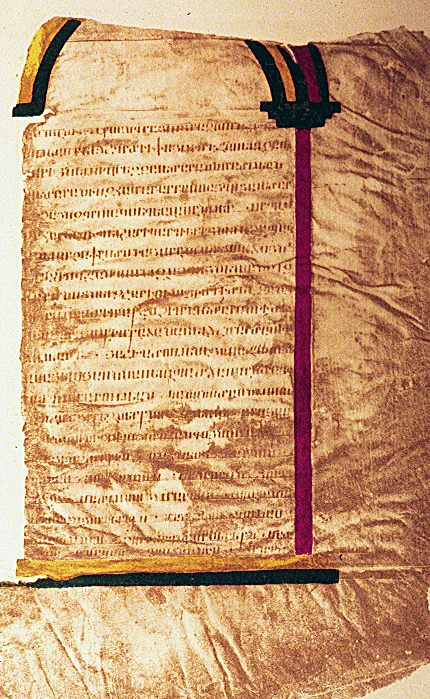
Страница «Лазаревского Евангелия» 887 года с упоминанием Смбата I в памятной записи

В период существования армянского государства Багратидов отмечается успешное развитие всех видов культуры: ещё более развивались историография, философия, математика, медицина, литература, архитектура, миниатюра, фресковая живопись, декоративно-прикладное искусство и другие отрасли искусства и науки, в целом эпоха ознаменовала начало культурного возрождения, продолжавшегося в течение всего Высокого Средневековья и известного как Армянское Возрождение. Этот культурный подъём отмечается особенно в Ани — политическом и экономическом центре страны. Ани назывался городом «40 ворот и 1001 церкви». Интенсивно развивается городская культура. Вновь развивается архитектура. Были возведены замечательные памятники архитектуры в разных частях Армении — Анийский собор и круглая церковь Гагика I в городе Ани, сооружённые архитектором Трдатом, Ахпат и Санаин в Ташир-Дзорагете, Церковь св. Апостолов в Карсе, возведённые младшими ветвями рода. Строились и светские здания, среди которых выделяются дворец Багратидов и укреплённый замок Амберд. Столица была окружена стенами, построенными Ашотом III и Смбатом II. Младшими княжескими домами царства были возведены такие памятники архитектуры, как Мармашен, Кечарис и Хцконк. Архитектура переживала бурный расцвет также в армянских государствах, находившихся в вассальной зависимости от Армянских Багратидов. Были построены такие памятники, как Церковь св. Креста в Васпуракане, Татев, Ваганаванк в Сюнике и т. д. Армянские архитекторы обладали международным признанием.
Багратиды покровительствовали также развитию письменной культуры. Древние традиции армянской литературы и письменности имели продолжение в монастырях Татев, Севанаванк, Ахпат, Санаин и прочих, которые являлись центрами интеллектуальной деятельности и в которых содержались большие библиотеки, подобно той, что существовала в Карсе. Монастыри Санаин, Ахпат, области Ширак и др. мест были также центрами образования. В области историографии в первую очередь следует упомянуть Иоанна Драсханакертци, Ухтанеса, Степаноса Таронеци, оставивших бесценные сведения о событиях своего времени. Тогда же творили учёный и философ Григор Магистрос, поэт-мистик Григор Нарекаци, поэт Вардан Анеци, гимнограф Степанос Апаранци и прочие. Развивалась также богословская литература, где создавали свои труды Хосров Андзеваци, Самуэл Камрджадзореци, Анания Санахнеци и другие. Начавшаяся с последней четверти IX века новая эпоха национального подъёма способствовала развитию искусства рукописной книги и миниатюры.
В X веке сложился эпос «Давид Сасунский».

## Экономика
Уже в начале IX столетия Армения вступила в период развитого феодализма. При Багратидах Армения становится торговым центром мирового значения, на территории которого сходится несколько транзитных путей, отмечается интенсивное развитие городов — Ани, Вагаршапат, Двин, Карс и другие.
В Армении существовала развитая феодальная безусловная земельная собственность, которая называлась айреник. Стратегические ресурсы — земля и оросительные каналы — принадлежали непосредственным вассалам царей, князьям, а также вассалам последних. Вместе с тем крупным землевладельцем являлась церковь. Например, одному Татевскому монастырю принадлежало 47 селений. В Армении намечалась феодальная эксплуатация, что вызывало антифеодальные крестьянские движения. Как правило, происходили они под оболочкой сектантского учения тондракийцев. Последние говорили, что земля должна быть общим владением на началах полного равенства. В сложное для Армянского царства политическое время, в 910-е годы, такое движение охватило всю Айраратскую область. Подобные крестьянские восстания усилились уже с 930-х годов.

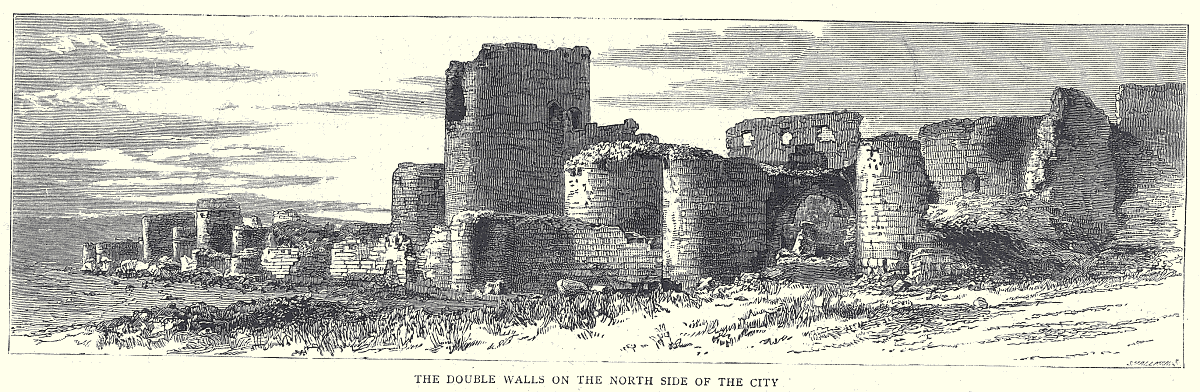
Стены Ани, картина XIX века

Из-за подъёма в торговле и ремёслах в царстве успешно развивались города, из которых к концу X века важнейшим стала столица Ани. Здесь производились ткани, ковры, глазурованная посуда, фаянс и металлические изделия. В этот период в городе проживало около 100 тыс. жителей, он стал одним из самых больших городов мира своего времени. Город стал важным торговым пунктом на международной транзитной дороге. Среди других крупных городов Армении выделялись Арцн, Ахлат, Ван, Карс и Двин. Из Двина, например, вывозили красную краску из кошенили. Арабский географ X века Ибн Хаукаль, побывав в городе Двине, который арабы называли Дабиль, сообщает: 
Дабиле и областях Армении изготовляются армянские сидения и ковры, известные под именем армянских «мехфур»; не много подобного им во всех странах, в которых выделка тканей имеет сходство с армянской выделкой. Точно также в Армении выделываются: платки, узорчатые покрывала и шали, выделываемые в Мияфарикине и разных местах Армении.

Благодаря своему географическому положению Двин был важным пунктом в международной транзитной торговле. Город Карс также приобрёл значение торгового пункта на пути к городам Черноморского побережья. Следующим городом на пути, в частности, в Трапезунд являлся Арцн. Население города насчитывало до 150 тыс. жителей. Арцн славился своими сукнами и коврами, производством металлических и фаянсовых изделий. Купечество крупных городов принимало активное участие в международной торговле. Арабский автор X века Аль-Масуди сообщает:
В это море выходит Константинопольский пролив и на этом же море Трабизундэ. Это город на берегу этого моря; в нем ежегодно бывают базары, привлекающее большое число торговцев из мусульман, румцев, армян и других, а равным образом и из страны Кешк.
Благодаря широким экономическим связям в этих городах велась активная торговля как товарами из халифата и Византии, так и собственного производства, которые были востребованы на всей территории Закавказья и далеко за его пределами. По сообщениям ат-Табари и Ибн аль-Факиха, Армения экспортировала пшеницу и древесину. По сведениям же ал-Истахри: «Другое озеро в Армении, называемое „озером Арджиш“. Вылавливается из него рыба „тиррих“ и вывозится во все страны.».

## Армия
При Багратидах армянская армия состояла из пехоты и конницы, число войск нередко достигало 100 тысяч. Так, согласно жившему на рубеже IX—X веков историку Товма Арцруни, Смбат I командовал 100-тысячной армией. Сообщая о празднованиях в Ани по поводу вступления на трон Гагика I, Матеос Урхаеци написал: «В тот день он провёл осмотр своих войск, состоящих из 100 тыс. избранных мужей, [которые все] были хорошо снаряжены, прославленны в битве и чрезвычайно отважны». Однако не всегда удавалось сохранять эту численность. Так, например, царь Ашот III против армии Иоанна Цимисхия в 974 году собрал 80-тысячное войско. По сообщению Мюнеджим-баши во время осады Двина Ашотом III в числе армянского войска были и наемники.
Пехота армянского войска группировалась в основном из крестьян. Войско состояло от двух основных подразделений — марзпетакан и аркунакан. Первое формировалось со всей территории страны и подчинялась военачальнику — марзпету или марзпану. При Смбате I марзпаном упоминается Гурген Арцруни, а при Гагике I — Ашот. Основой войска являлась конница. По численности она составляла половину пехоты, то есть 1/3 от всей армии. В период раскола и образования вассальных государств на окраинах страны наблюдались также некоторые своеобразные черты вассальных подразделений. Так, например, у каждого из них существовали свои флаг и знамение. Некоторые из войск вассальных царств имели даже своего марзпана. Например, в конце X века войсками Васпуракана командовал марзпан Тигран, войсками Ташир-Дзорагета — марзпан Деметр. Существует сообщение Степаноса Таронаци о снаряжении войск Карса. Рассказывая об отправленных Смбатом II Давиду Куропалату армянских войсках, тот сообщает: «[Тут находился также] царь карсский, юный Абас, с своим отрядом, одетым в красную одежду.». В период ослабления армянского государства, в 1040-х годах, Ваграм Пахлавуни командовал 30-тысячной армией, собранной только из Ани и окрестностей:
Войско армян преисполнилось гневом, и 30 тысяч пеших и конных человек, яростных, словно дикие звери, вышли в боевом порядке к воротам под названием Цагик. Словно молния, они устремились на римское войско и обратили его чрезвычайно надменные и заносчивые силы в бегство, безжалостно поражая их остриём меча..
Армянское царство с востока и юго-востока защищали крепости Сюника и Арцаха, с востока и юга крепости Васпуракана и Мокка, с запада крепости Армении Высокой и Цопка. Вокруг Ани стратегическое значение приобретали Карсская крепость и Артагерс с запада, Тигнис и Магасаберд с севера, крепости Гарни, Бджни и Амберд с юга и востока.
При первых Багратидах должность спарапета принадлежала царской семье. Так, при Ашоте I спарапетом был его брат Абас, при Смбате I его брат Шапух, затем племянник Ашот. Эта традиция продолжалась до периода раздробленности с середины X столетия. Уже при Ашоте III в качестве спарапета упоминался Гор Марзпетуни. Тогда же начинается возвышение рода Пахлавуни, когда при Ованесе-Смбате и Гагике II спарапетом Армении являлся Ваграм Пахлавуни.

## Государства-вассалы Армянского царства

Восточноармянские царства и княжества

В вассальных отношениях (дашинк ухти) с Багратидами находились четыре образованных в X веке армянских царства, а также несколько армянских княжеств. В число первых входили Васпураканское, Карсское, Сюникское и Ташир-Дзорагетское царства. Вассальные государства участвовали во всех внешнеполитических акциях Багратидов. Тем не менее их взаимоотношения с ними часто становились полны интриг из-за стремления к политическому самовозвеличиванию.
В вассальной зависимости от Армянских Багратидов, в определённый период, находились каисики — владетели области Арчеш на северном берегу Ванского озера в исторической области Армении Алиовит, а также области Камбечан и Шаке на левом берегу реки Кура. Согласно Г. Литаврина, вассальными отношениями с армянскими Багратидами были связаны Багратиды Тайка.

### Васпураканское царство
После провозглашения Армянского царства васпураканского князя признали вассальную зависимость от Ашота I. Область принадлежала древнему армянскому роду Арцруни. Царство здесь было образовано в 908 году при Гагике Арцруни. Охватывало в основном восточный бассейн озера Ван, где его границы доходили до Нахичеванского края вдоль реки Аракс, а на юге до озера Урмия. При царе Сенекериме, в начале XI века на территории Васпуракана было расположено 10 городов, 4 тыс. селений, 72 крепости, 115 монастырей. Начавшиеся нашествия сельджуков, а также наступление византийских войск вынудили Сенекерима в 1021 году передать Васпураканское царство Византии.

### Сюникское царство
В 987 году в период временного ослабления Армянского царства  сюзерен Сюника Смбат с помощью Раввадида Абу-л-Хайджа и арцахских князей объявил Сюник отдельным царством. Всего через год, в 988 году, после смерти Абу-л-Хайджа, Смбат I Саакян признал верховную власть царя Армении Смбата II. Царство управлялось представителями древнеармянского рода Сюни. Царь Армении Гагик I в начале 990-х годов аннексировал у своего вассала некоторые области, в том числе и Вайоц-Дзор. В целом князья Сюни оставались верными союзниками Багратидов.

### Карсское царство

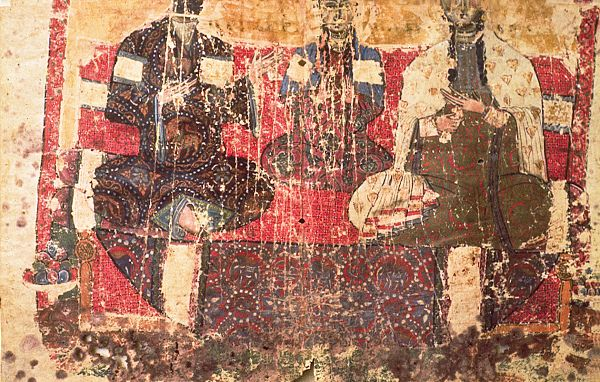
Гагик Карсский с семьёй, миниатюра начала XI века

Образовалось в 963 году через два года после перенесения столицы Армении из Карса в Ани. Первым правителем был Мушег — брат Ашота III Милостивого. Охватывало Карс и область Вананд. Здесь армянские Багратиды были не только сюзеренами, но и азгапетами — старшими членами династии. Территория царства играла роль передового форпоста в борьбе с Византией. Наибольшего могущества достигло при царе Абасе, воцарившемся повелением шахиншаха Смбата II, однако его преемник Гагик в 1064 году вынужденно уступил своё царство Византии из-за начавшегося вторжения сельджуков.

### Ташир-Дзорагетское царство
Уже с конца IX века данные области находились в составе Армении и управлялись наместниками из рода Гнтуни. Основателем царства в 978 году стал младший сын Ашота III Милостивого Гурген, получивший после смерти отца Ташир и окраинные области. Он стал основателем новой ветви рода — Кюрикидов. Багратиды Ани, помимо сюзерена, здесь были также азгапетами — старшими членами династии. По сообщению Матеоса Урхаеци, «…они были из рода армянских царей и зависели от Ширакского дома». Изначально центром царства являлась крепость Самшвилде, а с 1065 года — крепость Лори. В 1001 году попытка неподчинения Давида I Безземельного Багратидам Ани была жестоко подавлена. Здесь находились стратегически важные крепости Каян, Махканаберд, Гаг и некоторые другие.

### Хаченское княжество
«Путь из Берда’а в Дабиль идёт по землям армян, и все эти города в царстве Санбата, сына Ашута».
Армянское княжество Хачен охватывал территорию провинции Арцах античной Армении и средневековой Кавказской Албании. Примерно в то же самое время, что и Ашот I, князь Григор-Амам, потомок Михранидов, воссоздал там царство и носил титул «царь Алуанка». Всего через несколько лет, в середине 890-х годов, после его смерти, его сыновья поделили эту территорию между собой. С начала X века они были вассалами Багратидов. Известен случай восстания князя Гардмана Саака Севады. Последний был захвачен Ашотом II и ослеплён. В конце X века Гагик I аннексировал эту территорию.

### Таронское княжество
Основная статья: Армянское княжество Тарона
Армянское княжество Багратидов Тарона было основано в 830 году, основатель: Баграт Багратуни, князь армянских князей (араб. بطريق البطاريق: батрик аль-батарика), сын Ашота Мсакера. Первоначально Тарон был владением княжеского рода Мамиконянов, который в VIII веке постепенно перешел в руки Багратидов.

### Шекинское царство
На рубеже IX века область Шеки вместе с более западной областью Камбисена входила в состав армянского княжества Смбатянов, вассалов Армянского царства.

## Правители
- Ашот I — 885—890 годы
- Смбат I — 890—914 годы

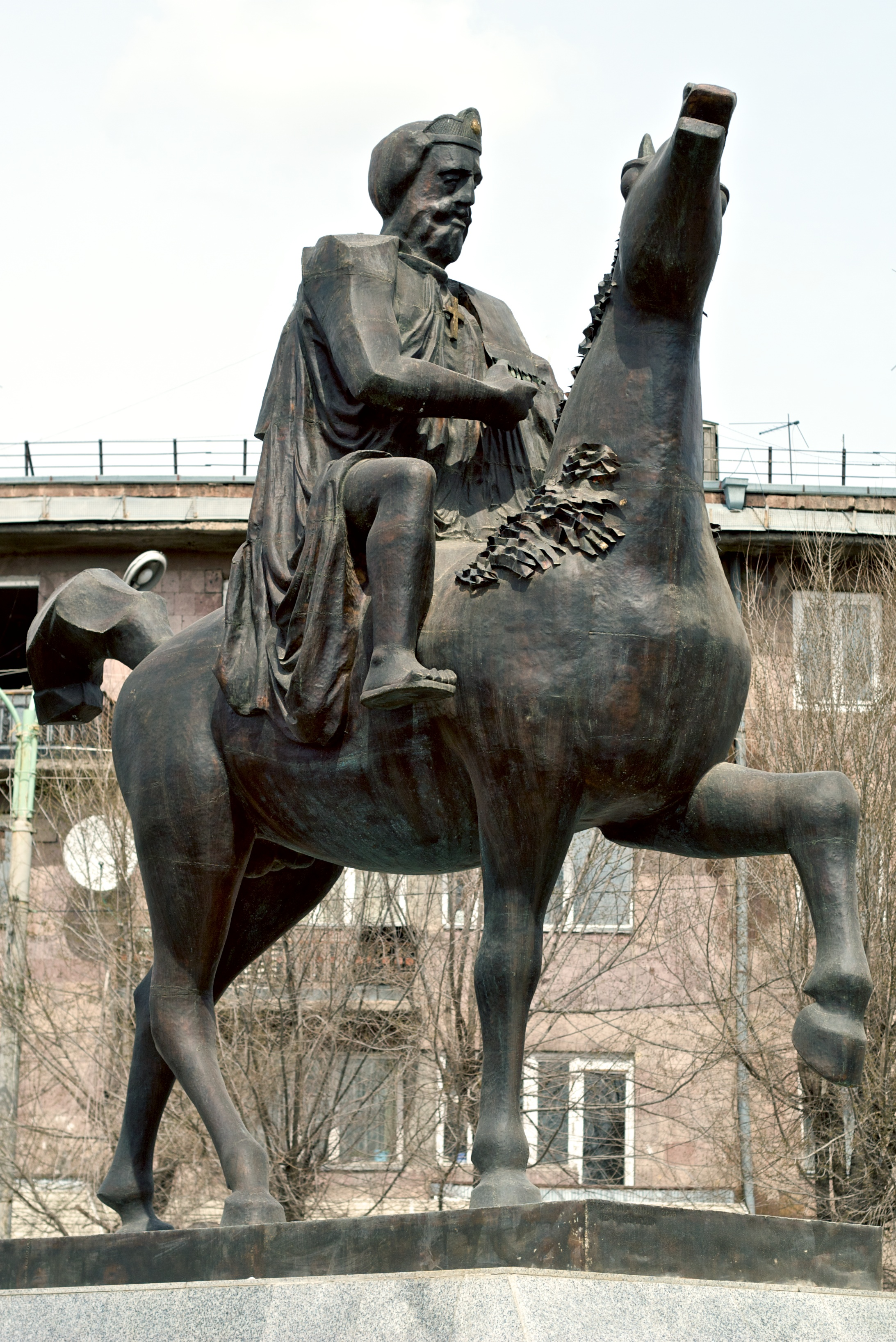
Памятник Ашоту III Милостивому в Гюмри

- Ашот II Железный — 914—928/929 годы
- Абас I — 928/929—952 годы
- Ашот III Милостивый — 952—977 годы
- Смбат II — 977—989/990 годы
- Гагик I — 989/990—1020 годы
- Ованес-Смбат — 1020—1041 годы
- Ашот IV — 1022—1040 годы (соправитель)
- Гагик II — 1042—1045 годы

## Комментарии
1. ↑  Об этом сообщает, например, Константин Багрянородный в труде «Об управлении империей» (гл. 44 Архивная копия от 30 марта 2013 на Wayback Machine): «[Знай], что Апелварт правил Манцикиертом и находился под властью [Асотия], архонта архонтов, отца Симватия, архонта архонтов. Но сам Асотий, архонт архонтов, дал этому Апелварту также крепость Хлиат, Арцес и Перкри, ибо упомянутый Асотий, архонт архонтов, отец Симватия, архонта архонтов, владел всеми странами востока».
2. ↑  В Севанской надписи 874 года Ашот называет себя царем (тагавор) Армении, а в надписи из Гарни 879 года его супруга Катраниде названа принцессой Армении. См. История армянского народа, 1976, с. 22
3. ↑  Именно армянский царь Ашот I возложил корону на голову первого Багратидского царя восточной Грузии (Иверии) Адарнасэ IV[англ.]. Подробнее см. Ronald Grigor Suny. The Making of the Georgian Nation. — 2-е изд. — Indiana University Press, 1994. — P. 31—32.
4. ↑  В 979 году оно было передано Византией Давиду III Куропалату в качестве ленных владений. См. С. Т. Еремян. Армения на рубеже X—XI вв. // Атлас Армянской ССР. — Ер.—М., 1961. — С. 102—106. Архивировано 18 января 2009 года.. Большинство населения составляли армяне. См. Г. Г. Литаврин. Комментарий к главам 44—53 трактата «Об управлении империей». Комм. 2 к главе 44 Архивная копия от 4 ноября 2011 на Wayback Machine
5. ↑  Император Византии Иоанн I Цимисхий в своем письме к Ашоту III также называет его «царь царей Великой Армении». См. Х. Кучук-Иоаннесов. Письмо императора Иоанна Цимисхия к армянскому царю Ашоту III // Византийский временник. — 1903. — Т. 10. Архивировано 1 июля 2014 года.
6. ↑  В настоящее время осколки статуи находятся в археологическом музее Эрзурума. См. The statue of King Gagik Архивная копия от 19 октября 2013 на Wayback Machine на сайте «Virtual ANI Архивная копия от 20 января 2007 на Wayback Machine»